# Diócesis de Nanlong
La diócesis de Nanlong, de Anlong o de Lanlung (en latín: Dioecesis Nganlomensis y en chino: 天主教安龙教区) es una circunscripción eclesiástica de la Iglesia católica en China. Se trata de una diócesis latina, sufragánea de la arquidiócesis de Guiyang. Desde el 26 de enero de 1952 es sede vacante, aunque es administrada por el arzobispo Paul Xiao Ze-jiang desde el 8 de septiembre de 2014 como parte de la diócesis patriótica de Guiyang. La Asociación Patriótica Católica China suprimió la diócesis de Nanlong y junto con la prefectura apostólica de Shiqian la anexó a la diócesis de Guiyang en 1999, sin asentimiento de la Santa Sede.

## Territorio y organización
La diócesis tiene 45 000 km² y extiende su jurisdicción sobre los fieles católicos de rito latino residentes en parte de la provincia de Guizhou.
La sede de la diócesis se encuentra en el condado de Anlong (antiguamente conocida como Nanlong o Xingyifu [Hin-y-fou]), aunque como parte de la diócesis patriótica de Guiyang la sede está en la ciudad de Guiyang, en donde se halla la Catedral de San José.
En 1950 en la diócesis existían 18 parroquias.

## Historia
La prefectura apostólica de Lang-Long (o Nanlong) fue erigida el 16 de febrero de 1922 mediante el breve Quae catholico del papa Pío XI, obteniendo el territorio de los vicariatos apostólicos de Kui-Ceu (hoy arquidiócesis de Guiyang) y del Guangxi (hoy arquidiócesis de Nanning).
El 27 de abril de 1927 la prefectura apostólica fue elevada a vicariato apostólico con el breve Non sine magna del papa Pío XI.
El 11 de abril de 1946 el vicariato apostólico fue elevado a diócesis con la bula Quotidie Nos del papa Pío XII.
El Partido Comunista de China se impuso en la guerra civil, ocupó Guizhou y proclamó la República Popular China el 1 de octubre de 1949. El 4 de septiembre de 1951 China comunista expulsó al nuncio apostólico Antonio Riberi y la Santa Sede continuó reconociendo a la República de China en Taiwán como el legítimo gobierno chino. Todos los misioneros extranjeros fueron expulsados de China comunista en 1952, entre ellos el obispo francés Alexandre-François-Marie Carlo.
La Asociación Patriótica Católica China fue creada con el apoyo de la Oficina de Asuntos Religiosos de la República Popular de China en 1957, con el objetivo de controlar las actividades de los católicos en China. Su nombre público es Iglesia católica china y es referida como la "Iglesia oficial" en contraposición a la "Iglesia subterránea" o "Iglesia clandestina" leal a la Santa Sede.
En el período de 1966 a 1976 la Revolución Cultural se ensañó especialmente contra la religión, destruyéndose numerosas iglesias y cesaron todas las actividades religiosas en la diócesis. A principios de la década de 1980 la diócesis reanudó sus operaciones.
En 1999 el gobierno chino y la conferencia episcopal "oficial" unieron sin asentimiento de la Santa Sede las diócesis patrióticas de Guiyang, Nanlong y Shiqian (ex prefectura apostólica) en un único distrito eclesiástico (llamado "diócesis de Guizhou") encabezado por la ciudad de Guiyang, capital de la provincia de Guizhou.
El 22 de septiembre de 2018 se firmó en Pekín el Acuerdo provisional entre la Santa Sede y la República Popular de China sobre el nombramiento de los obispos. El 22 de octubre de 2020 el acuerdo fue prorrogado por otros dos años y en octubre de 2022 por otros dos años más.
Debido a la situación particular de la Iglesia católica en China, la Santa Sede no nombra obispos para las diócesis chinas, que son sedes oficialmente vacantes incluso en presencia de obispos reconocidos por Roma.

## Estadísticas
Según el Anuario Pontificio 2002 la diócesis tenía a fines de 1950 un total de 11 403 fieles bautizados.
| Año                                                                             | Población            | Población | Población      | Sacerdotes | Sacerdotes    | Sacerdotes    | Bautizados por sacerdote | Diáconos permanentes | Religiosos | Religiosos | Parroquias |
| Año                                                                             | Bautizados católicos | Total     | % de católicos | Total      | Clero secular | Clero regular | Bautizados por sacerdote | Diáconos permanentes | Varones    | Mujeres    | Parroquias |
| ------------------------------------------------------------------------------- | -------------------- | --------- | -------------- | ---------- | ------------- | ------------- | ------------------------ | -------------------- | ---------- | ---------- | ---------- |
| 1950                                                                            | 11 403               | 1 350 000 | 0.8            | 30         | 15            | 15            | 380                      |                      |            | 5          | 18         |
| Fuente: Catholic-Hierarchy, que a su vez toma los datos del Anuario Pontificio. |                      |           |                |            |               |               |                          |                      |            |            |            |

## Episcopologio
- Alexandre-François-Marie Carlo, M.E.P. † (22 de noviembre de 1922-26 de enero de 1952 falleció)
  - Sede vacante